# 岡田ユキオ
岡田 ユキオ（おかだ ゆきお)は、日本の漫画家。男性。

## 経歴
『別冊漫画ゴラク』（日本文芸社）に連載した『MOTEL 』を原作とした映画『シーサイドモーテル』が2010年に公開された。

## 作品リスト
- THE 13TH STREET レィディオクラブ
- くそったれシャッフル
- リフレイン
- GARDEN ガーデン
- レグ・ラバ・ザ・ポチ
- 林太郎の恋ー通産省課長補佐
- DEATHキューピッド
- We are the kinx
- 片頬笑いの女達
- レディ・フィアー
- 黒色ロリータ
- 真昼のMaria
- MOTEL
- MOTEL THE LAST WEEK

## CDジャケット作画
- FUTURETRON RECYCLER : 2枚組CDの表ジャケット及び裏ジャケットの両面を手掛けている。